# Худ, Роуленд, 3-й виконт Бридпорт
Роуленд Артур Герберт Нельсон Худ, 3-й виконт Бридпорт, 6-й герцог Бронте (англ. Rowland Arthur Herbert Nelson Hood, 3rd Viscount Bridport, 6th Duke of Bronte; 22 мая 1911 — 25 июля 1969) — британский флотоводец и консервативный политик.

## Происхождение
Он родился 22 мая 1911 года в Уолхачине, недалеко от Камлупса, Британская Колумбия, Канада. Единственный сын лейтенанта Мориса Генри Нельсона Худа (1881—1915), который был убит в бою в возрасте 34 лет во время Первой мировой войны в Галлиполи, младшего сына полковника Артура Веллингтона Александра Нельсона Худа, 2-го виконта Бридпорта (1839—1924). Его матерью была Этель Роуз Кендалл (ок. 1890—1931), актриса под сценическим псевдонимом «Эйлин Орм», дочь Чарльза Кендалла из Уокингема в Беркшире и двоюродная сестра актрисы Дениз Орм (1885—1960).

## Карьера
В 1915 году, когда Роуленду было 4 года, его отец погиб в бою во время Первой мировой войны. В 1924 году, в возрасте 13 лет, он унаследовал титул виконта от своего деда. Он получил образование в Королевском военно-морском колледже в Дартмуте, Девон. Он служил в Королевском флоте и достиг звания лейтенант-коммандера. С 1939 по 1940 год он занимал политическую должность лорда в ожидании (правительственный кнут в Палате лордов) в правительстве Невилла Чемберлена. Он воевал во Второй мировой войне, служил в Атлантике, Африке и Бирме.

## Герцог Бронте
В 1937 году после смерти своего бездетного и неженатого двоюродного деда Александра Худа, 5-го герцога Бронте (1854—1937), младшего сына 1-го виконта Бридпорта, 4-го герцога Бронте, Роуленд Худ унаследовал титул 6-го герцога Бронте.
Он поселился в замке Кастелло ди Маниаче. 27 апреля 1948 года он продал виллу «La Falconara» Гаэтано Мардзотто, графу Мардзотто (? — 1972), из Вальданьо недалеко от Венеции , одному из ведущих производителей текстиля в Италии и виноделам, основателю сети отелей Jolly Hotels и отцу гонщика Джанни Мардзотто. Затем ее название было изменено на Villa Marzotto , до ее продажи в 1973 году. Она была выставлена на продажу в 2020 году (под разными названиями «La Falconara» и «Villa Nelson») за 15 миллионов евро, полностью меблированная антикварным содержимым.

## Браки и дети
Виконт Бридпорт был дважды женат. 11 июля 1934 года он женился первым браком на Памеле Элин Мэри Бейкер, дочери Чарльза Бейкера, с которой он развелся в 1945 году.
2 января 1946 года он вторым браком женился на Шейле Джин Агате ван Мёрс (? — 24 мая 1996), дочери Юхана Хендрика ван Мёрса, от брака с которой у него был один сын:
- Александр Нельсон Худ, 4-й виконт Бридпорт, 7-й герцог Бронте (род. 17 марта 1948), сын и наследник.

## Смерть и наследование
Виконт Бридппорт скончался в июле 1969 года в возрасте 58 лет, и ему наследовал его сын от второго брака Александр Нельсон Худ, 4-й виконт Бридпорт (род. 1948).